# Nieuport & General Aircraft Company
Die Nieuport & General Aircraft Company Ltd war ein in der Zeit von 1916 bis 1920 bestehender britischer Flugzeughersteller.

## Geschichte
Gegründet wurde das Unternehmen Nieuport & General Aircraft Company durch Samuel Waring, den Besitzer des Möbelherstellers Waring & Gillow aus Cricklewood bei London, um für die britischen Luftstreitkräfte während der Zeit des Ersten Weltkriegs das erfolgreiche Jagdflugzeug Nieuport 11 des französischen Flugzeugherstellers Nieuport in Lizenz zu bauen. 
Letztlich wurden insgesamt 50 Exemplare des verbesserten Nachfolgers der Nieuport 11, der Nieuport 17bis, hergestellt. Als seitens der Fliegerkräfte der britische Jäger Sopwith Camel bevorzugt wurde, wurde die Produktion umgestellt und nunmehr in Lizenz für Sopwith insgesamt etwa 400 Camels gebaut. Nach dem Ersten Weltkrieg lieferte das Unternehmen außerdem noch etwa 100 Exemplare der Sopwith Snipe aus.
Im Jahre 1917 wurde seitens der britischen Regierung dem damaligen Flugzeughersteller Royal Aircraft Factory in Farnborough angeordnet, die Flugzeugproduktion einzustellen. Der dort beschäftigte bekannte Flugzeugkonstrukteur Henry P. Folland, bekannt als Entwickler des Jägers S.E. 5, wurde damit arbeitslos und nahm das Angebot von Nieuport & General Aircraft an, dort zukünftig als Chefentwickler zu arbeiten. Neben einer Reihe weiterer Konstruktionen entwickelte er das Jagdflugzeug Nieuport Nighthawk, das im August 1918 in Produktion gehen sollte. Das Ende des Ersten Weltkriegs und Probleme mit dem vorgesehenen Motor jedoch führten dazu, dass diese Maschine nicht mehr in Dienst gestellt wurde.
Nieuport & General wurde im  August 1920 geschlossen, gemeinsam mit zwei weiteren von Samuel Waring geführten Flugzeug-Unternehmen, der  British Aerial Transport (BAT) und der Alliance Aeroplane Company.
Henry Folland ging danach zur Gloster Aircraft Company und führte dort seine Arbeiten fort, so entstand unter seiner Federführung bei Gloster das Jagdflugzeug Grebe als konsequente Weiterentwicklung aus der Nieuport Nighthawk.

## Flugzeugtypen
- Nieuport B.N.1
- Nieuport Nighthawk
- Nieuport London